# Agapanthus africanus

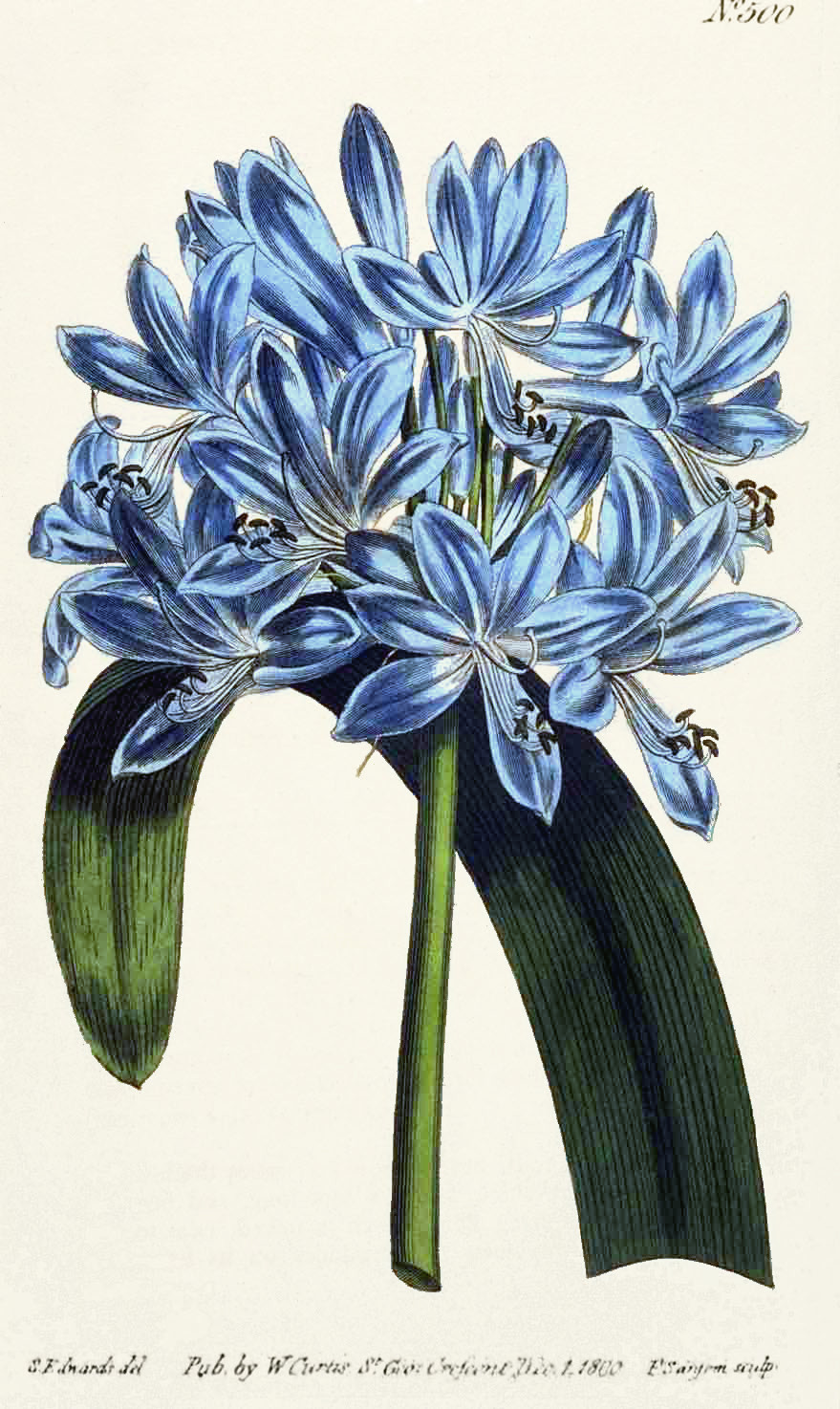
Il·lustració

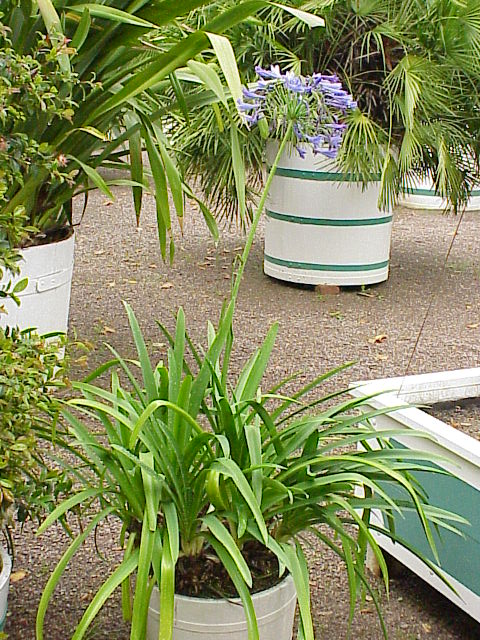
Com a planta ornamental

L'agapant (Agapanthus africanus), és una espècie de planta de la família de les Amaril·lidàcies, originària de Sud-àfrica, si bé s'ha estès molt pel fet que s'usa com a planta ornamental.
També rep els noms d'assutzena africana, flor de l'amor, tuberosa i vara d'Adam.

## Descripció
Es tracta d'una planta herbàcia, perennifòlia, rizomatosa. Posseeix una tija curta que porta diverses fulles allargades, de 10 a 35 cm de longitud i d'1 a 2 cm d'ample, a més a més d'un estípit floral de 25 a 60 cm de longitud, que es veu coronat per una umbel·la de 20 a 30 flors de color blau brillant, essent cada flor hermafrodita i actinomorfa, de 2,5 a 5 cm de diàmetre.

## Cultiu
Al segle xvii va ser introduïda a Europa com a planta ornamental d'exterior, si bé a zones a les que les gelades hi són comunes requereix esmenes protectores que evitin que es marceixin a baixes temperatures.
Posseeix diverses cultivars, com: l'Albus, de flors grogues; el Shapphire, de flors blau fosques; l'Aureus, que les té daurades; i el Variegatus, les fulles blanques del qual posseeixen bandes d'un to verdós. Totes elles són comunes a jardineria. Existeixen també variants que posseeixen dos estípits de la inflorescència per peu i altres que posseeixen flors de major o menor mida.
Durant l'estiu, requereix un reg abundant. La seva dependència hídrica és tal que es cultiva principalment als marges de llacs i corrents. Originàriament, es va importar a Irlanda i a Anglaterra per aquesta raó, i no a latituds més meridionals.
Es propaga vegetativament mitjançant la divisió mecànica del rizoma. Aquest procés ha de realitzar-se just quan s'inicia la primavera o la tardor. També és possible la reproducció sexual mitjançant llavors.
No posseeix marcades preferències edàfiques, creixent bé a qualsevol sòl fèrtil, humit i ben drenat.